# Vlag van Almelo

vlag van de gemeente Almelo

De vlag van Almelo wordt gevoerd als de gemeentelijke vlag van de Overijsselse gemeente Almelo. De vlag werd op 20 december 1948 bij raadsbesluit vastgesteld, en bestaat uit drie horizontale banen van gelijke hoogte in de kleuren blauw-wit-blauw. De kleuren zijn afgeleid van het gemeentewapen.

## Verwante afbeeldingen

Wapen van Almelo

Almelo 
· Borne 
· Dalfsen 
· Deventer 
· Dinkelland 
· Enschede 
· Haaksbergen 
· Hardenberg 
· Hellendoorn 
· Hengelo 
· Hof van Twente 
· Kampen 
· Losser 
· Oldenzaal 
· Olst-Wijhe 
· Ommen 
· Raalte 
· Rijssen-Holten 
· Staphorst 
· Steenwijkerland 
· Tubbergen 
· Twenterand 
· Wierden 
· Zwartewaterland 
· Zwolle